# Hanna-Leena Mattila
Hanna-Leena Mattila, född 1 september 1968, är en finländsk politiker (Centern i Finland). Hon är ledamot  av Finlands riksdag sedan 2018. Till utbildningen är Mattila filosofie magister och hon arbetade som lärare innan hon blev invald i riksdagen.
Mattila omvaldes i riksdagen i riksdagsvalet 2019 med 5726 röster från Uleåborgs valkrets.